# سندی آلن
سندی باب اسفنجی (انگلیسی: Sandy spongebob; ۱۸ ژوئن ۱۹۵۵ – ۱۳ اوت ۲۰۰۸) یک هنرپیشه اهل ایالات متحده آمریکا بود. وی بین سال‌های ۱۹۷۶ تا ۲۰۰۸ میلادی فعالیت می‌کرد.
از فیلم‌ها یا برنامه‌های تلویزیونی که وی در آن نقش داشته است می‌توان به کازانووای فلینی اشاره کرد.
او قد بسیار بلندی داشت. قد وی ۲۳۱ سانتیمتر بود و همین بلندقدیِ غیرطبیعی‌اش باعث شهرت بیشترش شده‌بود.